# Gündoğdu, Beyşehir
Gündoğdu là một xã thuộc huyện Beyşehir, tỉnh Konya, Thổ Nhĩ Kỳ. Dân số thời điểm năm 2011 là 96 người.